# Híres személyek a Francia Idegenlégióban
A Francia Idegenlégióban szolgált illetve a légióhoz köthető személyek listája, akik a társadalomban betöltött szerepük miatt említést érdemelnek:

## A francia idegenlégió hősei

### Tisztek, főtisztek, tábornokok
- Alexandre Colonna-Walewski báró, I. Napóleon törvénytelen gyermeke
- Aage – dán herceg
- Dimitri Amilakhvari – grúz herceg, a 13. könnyűdandár parancsnoka (13 DBLE); 1942-ben El-Alamein-nél elesett.
- François Achille Bazaine – marsall
- Armand Leroy de Saint-Arnaud – marsall
- Louis Jerome Victor Emmanuel Leopold Marie Bonaparte – herceg
- François Certain Canrobert – marsall
- Jean Danjou százados – a cameronei hős, fából készült bal keze ma a Légió legfontosabb ereklyéi közé tartozik
- Jules Gaucher – a 13 DBLE parancsnoka. Dien Bien Phu-nál esett el
- John F. "Jack" Hasey – CIA-vezető, az Ordre de la Libération kitüntetettje
- Marie-Pierre Koenig – tábornok
- André Lalande – dandártábornok
- Jean-Marie Le Pen – francia politikus, a Nemzeti Front elnöke
- II. Lajos – Monaco hercege
- Patrice de Mac-Mahon – marsall
- Pierre Messmer – francia politikus
- Pal Sárközy – Nicolas Sárközy volt francia elnök apja
- Henri Robert Ferdinand Marie Louis Philippe d'Orléans
- Zinovy Peshkov – tábornok és diplomata
- I. Péter – Szerbia uralkodója
- Rogyion Jakovlevics Malinovszkij szovjet marsall, védelmi miniszter
- Jacques Leroy de Saint Arnaud – marsall
- Bảo Long – Vietnám utolsó uralkodójának legidősebb fia
- Hélie Denoix de Saint Marc – Buchenwaldi deportált, az algíri puccs résztvevője.
- Gabriel Brunet de Sairigné – százados

### Tiszthelyettesek
- Shapour Bakhtiar – Irán miniszterelnöke
- Blaise Cendrars – svájci születésú francia író, költő
- Max Deutsch – osztrák zeneszerző
- François Faber – luxemburgi bicikliversenyző, 19-szeres Tour de France szakaszgyőztes
- Ante Gotovina – a horvát hadsereg tábornoka
- Hans Hartung – francia-német festő
- Ernst Jünger – német író
- Kösztler Artur – magyar származású író, újságíró, társadalomfilozófus
- Raoul Lufbery – Első világháborús ász
- Milorad "Legija" Ulemek – a szerb Vörös Sapkások egykori parancsnoka
- Simon Murray – brit üzletember
- Peter Julien Ortiz – USMC, OSS tiszt a megszállt Franciaországban a második világháború idején.
- Josef Šnejdárek – cseh katona
- Cole Porter – amerikai zeneszerző és dalíró
- Alan Seeger – amerikai költő
- William A. Wellman – amerikai rendező

### Mások
- Susan Travers – a Croix de guerre kitüntetettje[1]
- Geneviève de Gallard – ápolónő
- Giuseppe Bottai – olasz újságíró, miniszter
- Billy Meier – svájci ufológus, fényképész
- Radomir Pavitchevitch
- Norman Kerry – amerikai színész
- Eugene Bullard – első afro-amerikai katonai pilóta